# 875
Năm 875 là một năm trong lịch Julius.